# Jacek Adamczak (koszykarz)
Jacek Adamczak (ur. 16 sierpnia 1967) – polski koszykarz występujący na pozycji środkowego, reprezentant kraju, po zakończeniu kariery zawodniczej trener koszykarski.

## Osiągnięcia

### Zawodnicze
- Brązowy medalista mistrzostw Polski (1992)
- Uczestnik rozgrywek Pucharu Koracia (1990–1992, 1994/1995 – I runda, 1992/1993 – III runda)

### Trenerskie
Drużynowe
- Brąz mistrzostw Polski (1998)
- Finał Pucharu Polski (1998)
- Awans do II ligi z GTK Gliwice (2010)[1]
- Mistrzostwo Śląska kadetów (2006)[2]
- Wicemistrzostwo Śląska juniorów (2008)[2]

Indywidualne
- Trener drużyny Południa podczas meczu gwiazd PLK (1998)[3]